# Beauvoir-sur-Niort
Beauvoir-sur-Niort és un municipi francès situat al departament de Deux-Sèvres i a la regió de la Nova Aquitània. L'any 2007 tenia 1.655 habitants.

## Demografia

### Població
El 2007 la població de fet de Beauvoir-sur-Niort era de 1.655 persones. Hi havia 660 famílies de les quals 165 eren unipersonals (49 homes vivint sols i 116 dones vivint soles), 254 parelles sense fills, 205 parelles amb fills i 36 famílies monoparentals amb fills.
La població ha evolucionat segons el següent gràfic:
Habitants censats

### Habitatges
El 2007 hi havia 773 habitatges, 683 eren l'habitatge principal de la família, 39 eren segones residències i 51 estaven desocupats. 721 eren cases i 50 eren apartaments. Dels 683 habitatges principals, 477 estaven ocupats pels seus propietaris, 186 estaven llogats i ocupats pels llogaters i 20 estaven cedits a títol gratuït; 12 tenien una cambra, 37 en tenien dues, 76 en tenien tres, 178 en tenien quatre i 380 en tenien cinc o més. 520 habitatges disposaven pel capbaix d'una plaça de pàrquing. A 280 habitatges hi havia un automòbil i a 333 n'hi havia dos o més.

### Piràmide de població
La piràmide de població per edats i sexe el 2009 era:
| Homes | Edats   | Dones |
| ----- | ------- | ----- |
| 4     | 95 o +  | 4     |
| 4     | 90 a 94 | 12    |
| 21    | 85 a 89 | 28    |
| 17    | 80 a 84 | 19    |
| 29    | 75 a 79 | 45    |
| 19    | 70 a 74 | 27    |
| 35    | 65 a 69 | 54    |
| 49    | 60 a 64 | 36    |
| 20    | 55 a 59 | 34    |
| 75    | 50 a 54 | 44    |
| 32    | 45 a 49 | 49    |
| 41    | 40 a 44 | 53    |
| 47    | 35 a 39 | 41    |
| 44    | 30 a 34 | 26    |
| 50    | 25 a 29 | 32    |
| 26    | 20 a 24 | 38    |
| 41    | 15 a 19 | 49    |
| 28    | 10 a 14 | 44    |
| 37    | 5 a 9   | 38    |
| 15    | 0 a 4   | 19    |

## Economia
El 2007 la població en edat de treballar era de 993 persones, 751 eren actives i 242 eren inactives. De les 751 persones actives 701 estaven ocupades (373 homes i 328 dones) i 50 estaven aturades (20 homes i 30 dones). De les 242 persones inactives 84 estaven jubilades, 64 estaven estudiant i 94 estaven classificades com a «altres inactius».

### Ingressos
El 2009 a Beauvoir-sur-Niort hi havia 729 unitats fiscals que integraven 1.686,5 persones, la mediana anual d'ingressos fiscals per persona era de 17.755 €.

### Activitats econòmiques
Dels 68 establiments que hi havia el 2007, 1 era d'una empresa alimentària, 4 d'empreses de fabricació d'altres productes industrials, 4 d'empreses de construcció, 15 d'empreses de comerç i reparació d'automòbils, 4 d'empreses de transport, 5 d'empreses d'hostatgeria i restauració, 1 d'una empresa d'informació i comunicació, 6 d'empreses financeres, 3 d'empreses immobiliàries, 7 d'empreses de serveis, 15 d'entitats de l'administració pública i 3 d'empreses classificades com a «altres activitats de serveis».
Dels 21 establiments de servei als particulars que hi havia el 2009, 1 era una oficina d'administració d'Hisenda pública, 1 gendarmeria, 1 oficina de correu, 1 una oficina bancària, 2 tallers de reparació d'automòbils i de material agrícola, 1 taller d'inspecció tècnica de vehicles, 1 autoescola, 2 paletes, 1 fusteria, 1 lampisteria, 3 perruqueries, 1 veterinari, 4 restaurants i 1 agència immobiliària.
Dels 8 establiments comercials que hi havia el 2009, 1 era un supermercat, 1 una fleca, 1 una carnisseria, 1 una llibreria, 1 una botiga d'electrodomèstics, 1 una botiga de mobles, 1 un drogueria i 1 una floristeria.
L'any 2000 a Beauvoir-sur-Niort hi havia 21 explotacions agrícoles que ocupaven un total de 1.350 hectàrees.

## Equipaments sanitaris i escolars
El 2009 hi havia 1 farmàcia i 1 ambulància.
El 2009 hi havia 1 escola maternal i 1 escola elemental.

## Poblacions més properes
El següent diagrama mostra les poblacions més properes.